# Karin Höjer
Karin Höjer, senare Thilander, född 4 september 1866 i Adolf Fredriks församling, Stockholm, död 13 oktober 1927, var en svensk organist och tonsättare.

## Biografi
Karin Höjer, som var född 1866 i Stockholm, var dotter till fyringenjören Gustaf Emil Höjer och Freja Höjer. Hennes föräldrar var kusiner. Vid födseln var hon blind och led av en ögonsjukdomen retinitis pigmentosa. Det dröjde år innan de upptäcktes att Höjer var blind. Hon lärde sig punktskrift tillsammans med sin far. Han gjorde om all studentlitteratur hon fick till punktskrift.
När hon var åtta år så började hon ta pianolektioner för fröken Lunell (fru Fridholm). Hon lärde sig styckena genom att Lunell spelade före och Höjer spelade sedan vad hon hade hört. Höjer övade sedan på sin läxa ur minnet hemma. Hennes morfar var kontraktsprost i Häverö församling, där hon under somrarna spelad orgeln i Häverö kyrka. Hon fick ibland av organisten spela slutpsalmen under gudstjänsterna. När hon var 12 år gammal, var hon under sommaren organistens vikarie. Hon fick efter sitt vikariat ett vackert intyg av kyrkorådet.
Höjer studerade som extra elev vid 14 års ålder vid blindinstitutet Tomtebodaskolan i Stockholm. Under tiden studerade hon även sång för Eva Lagergren samt harmonilära och kontrapunkt hos institutets musiklärare Carl Lundell. Han var även blind.
Vid 17 års ålder sökte hon till Kungliga Musikaliska Akademien orgelklass. Hon fick först inte göra något prov då de inte antog blinda elever. Men de gjorde senare ett undantag. På provet framförde hon på piano Sonat i Ess-dur av Johann Nepomuk Hummel och på orgel Preludium av Bach. Hon hade lärt sig orgelstycket av Daniella Winge, vilken hon hade fått hela sin orgelundervisning med fyra lektioner. Av 34 sökande antogs endast fem personer, varav en var Karin.
Hon började studera 1883. Som orgellärare hade hon August Lagergren. 1886 tog hon organistexamen, 1887 kantorsexamen och 1889 musiklärarexamen. Under sin sista studietid studerade hon komposition och kontrapunkt för Joseph Dente. Höjer kom att få högsta betyg samt P. A. Bergs jetong. Karin Höjer blev 1892 organist vid Swedenborgskyrkan. Hon deltog även i kyrkans psalmbokskommitté som hon komponerade 40 koraler till. 1919 gifte hon sig med Harald Thilander (1877–1958), även han blind. Thilander var nästan helt döv och hade en missbildad högerhand. De grundade tillsammans ett tryckeri för punktskrift, vilket blev världsledande efter första världskriget. Thilander och Höjer studerade tillsammans språket esperanto. Höjer avled 1927. Makarna är begravda på Danderyds kyrkogård.

## Verklista

### Orgel
- Preludium och fuga à 5 voci. Komponerad 1888.[4]

### Kör
- Femstämmig kanon för kör.[4]